# Kilverstone
Kilverstone – wieś w Anglii, w hrabstwie Norfolk, w dystrykcie Breckland. Leży 41 km na południowy zachód od Norwich i 121 km na północny wschód od Londynu.
Miejscowość liczy 60 mieszkańców.